# Puzyna (herb książęcy)
Puzyna (Puzyna I) – polski herb książęcy, odmiana herbu Brama. Herb własny rodziny Puzynowie.

## Opis herbu

### Opis historyczny
Juliusz Ostrowski blazonuje herb następująco:

W polu błękitnem – na czerwonej belce poprzecznej na takichże słupach klinowato na boki wygiętych stojącej – srebrny krzyż, którego słup u góry na boki w kształcie kotwicy rozdarty. Nad tarczą – płaszcz książęcy z mitrą. 

### Opis współczesny
Opis skonstruowany współcześnie brzmi następująco:
Na tarczy o polu błękitnym na barku czerwonej klamry krzyż srebrny u góry rozczepiony znaczniej niż w Bramie.
Całość otacza płaszcz heraldyczny, podbity gronostajem.
Płaszcz zwieńcza mitra książęca.

## Geneza
Herb należy do Puzynów, rodziny jednego pochodzenia co Ogińscy – potomkowie Ruryka z gałęzi książąt smoleńskich. Puzynowie z przydomkiem Hłazyna, byli osiedleni w XV w. na Smoleńszczyźnie. Z nich kniaź Iwan Wasilewicz, oprócz swojego patronimu Hłazynicz. posiadał przydomek Puzyna i jest protoplastą obu tych rodzin. Starszy syn Iwana otrzymał przywilej na miejscowość Oginty w 1486 roku i od niego właśnie pochodzą Ogińscy, młodszy zaś o imieniu Iwan zachował głównie przydomek Puzynin i od niego pochodzą Puzynowie. Puzynowie są cytowani z tytułami kniaziowskimi w Metryce Litewskiej z lat 1516, 1520, itd., a w Metryce Koronnej z lat 1613, 1616 (folio 18). Zapisani są również z tym tytułem w Metrykach Szlacheckich Galicyjskich.
Tytuł książęcy został im przyznany w 1800 roku w Rosji, a następnie w 1823 roku w Polsce.

## Herbowni
Informacje na temat herbownych w artykule sporządzone zostały na podstawie wiarygodnych źródeł, zwłaszcza klasycznych i współczesnych herbarzy. Należy jednak zwrócić uwagę na częste zjawisko przypisywania rodom szlacheckim niewłaściwych herbów, szczególnie nasilone w czasie legitymacji szlachectwa przed zaborczymi heroldiami, co zostało następnie utrwalone w wydawanych kolejno herbarzach. Identyczność nazwiska nie musi oznaczać przynależności do danego rodu herbowego. Przynależność taką mogą bezspornie ustalić wyłącznie badania genealogiczne.
Pełne listy herbownych nie są dziś możliwe do odtworzenia, także ze względu na zniszczenie i zaginięcie wielu akt i dokumentów w czasie II wojny światowej (m.in. w czasie powstania warszawskiego w 1944 spłonęło ponad 90% zasobu Archiwum Głównego w Warszawie, gdzie przechowywana była większość dokumentów staropolskich). Nazwisko znajdujące się w artykule pochodzi z Herbarza polskiego, Tadeusza Gajla. Występowanie danego nazwiska w artykule nie musi oznaczać, że konkretna rodzina pieczętowała się herbem Puzyna. Często te same nazwiska są własnością wielu rodzin reprezentujących wszystkie stany dawnej Rzeczypospolitej, tj. chłopów, mieszczan, szlachtę. Herb Puzyna jest herbem własnym, wiec do jego używania uprawniona jest zaledwie jedna rodzina: Puzynowie.